# Heinrich Harrer
Pour les articles homonymes, voir Harrer.
Heinrich Harrer, né le 6 juillet 1912 à Hüttenberg (Carinthie, Autriche-Hongrie) et mort le 7 janvier 2006 à Friesach (Autriche) est un alpiniste, sportif, explorateur, géographe et écrivain autrichien.
Membre de la cordée mi-autrichienne, mi-allemande qui réalise la première ascension de la face nord de l'Eiger dans les Alpes suisses en 1938, après l'Anschluss, Harrer adhère au parti national-socialiste la même année et est autorisé à participer à l'expédition de reconnaissance allemande au Nanga Parbat (dans l'Himalaya) de 1939. Interné en Inde par les Britanniques au déclenchement de la Seconde Guerre mondiale, il s'échappe en 1944 et gagne le Tibet avec son compagnon Peter Aufschnaiter. Il y séjourne jusqu'en 1951, travaillant comme traducteur, photographe et enseignant et se liant d'amitié avec le jeune dalaï-lama. De 1953 à 1986, il dirige de nombreuses explorations en Afrique, Asie et Amérique, avec notamment la première ascension de la pyramide Carstensz, plus haute montagne d'Océanie.
Écrivain, il est l'auteur d'une trentaine d'ouvrages, dont l'autobiographie Sept ans d'aventures au Tibet, qui fait connaître au monde entier l'ancien Tibet et est adapté au cinéma par Jean-Jacques Annaud en 1997, ainsi que La Face nord de l'Eiger, qui relate deux décennies de tentatives et d'ascensions victorieuses.
Son passé nazi dans les années 1930, mis au grand jour en 1997 à la sortie du film de Jean-Jacques Annaud, le contraint à se justifier à la fin de sa vie. Il déclare qu'il s'agissait d'une erreur de jeunesse, à une époque où il n'avait pas encore appris à penser par lui-même, et condamne les crimes du régime nazi.
Un musée est consacré à Heinrich Harrer et à son œuvre près de son village natal.

## Biographie

### Années de jeunesse (1912-1937)

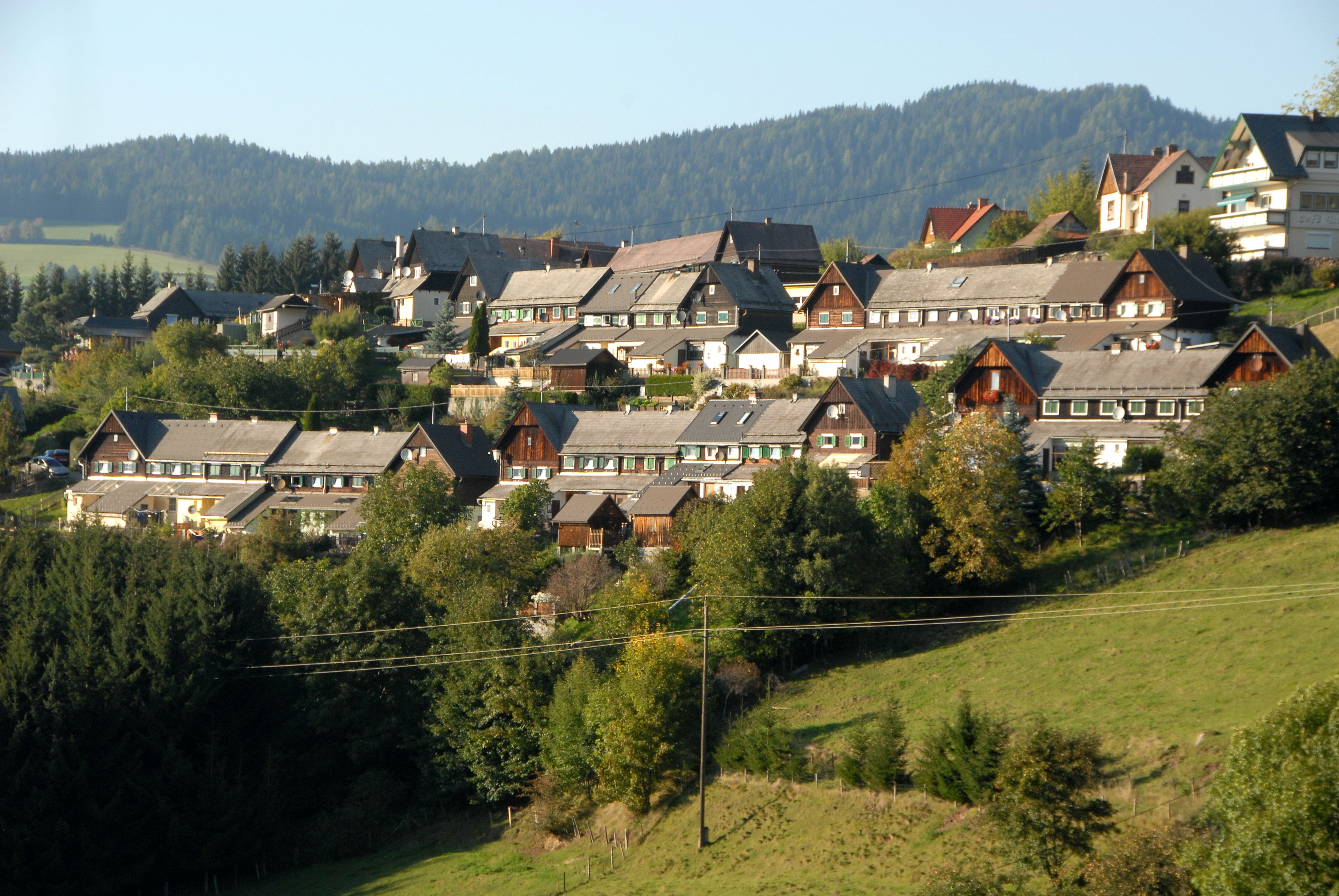
Obergossen, le village de Heinrich Harrer (2007).

Heinrich Josef Harrer naît en 1912 dans une famille modeste, d'un père employé des postes et d'une mère ménagère, à Obergossen, près des villages d'Hüttenberg et de Knappenberg, dans la province autrichienne de Carinthie.
Il fait ses études au lycée puis à l'université Karl-Franzens de Graz, où il étudie l'éducation physique, la géographie, et la glaciologie et dont il sort diplômé en 1933. Il est membre de l'association étudiante de la ville A.T.V Graz (de). C'est alors que naît son intérêt pour l'Himalaya. Ses études de géographie lui font découvrir les récits des explorateurs britanniques concernant le « toit du monde ». L'explorateur Alexander von Humboldt devient un de ses modèles. Le jeune Harrer lit les livres de l'explorateur suédois Sven Hedin qui, entre 1892 et 1935, a mené plusieurs expéditions en Asie centrale. Il rencontre Hedin à l'occasion d'une conférence de ce dernier à l'université de Graz. Enfin, il se passionne pour le géographe et explorateur Alfred Wegener, l'auteur de la théorie de la dérive des continents.
Doté d'une stature athlétique, il commence très tôt à skier, après avoir fabriqué ses skis à partir de planches de barriques, les chaussant pour effectuer les courses que lui confie sa mère, Johanna, ou pour porter du courrier à la poste où son père travaille. Il pratique par ailleurs d'autres sports comme la course à pied et la course d'obstacles où il gagne quelques compétitions. Mais, afin d'exceller dans un sport, Heinrich Harrer décide de se spécialiser : il skiera l'hiver et fera de l'alpinisme l'été.
Sélectionné pour l'épreuve de combiné alpin des Jeux olympiques d'hiver de Garmisch-Partenkirchen, Harrer n'y participe pas en raison du boycott de ces jeux par l'équipe autrichienne de ski alpin. Il participe cependant aux épreuves de sprint des Jeux olympiques d'été de 1936 à Berlin, puis remporte, en 1937, l'épreuve de descente du championnat universitaire mondial.
En été, Heinrich Harrer effectue des ascensions toujours plus difficiles et périlleuses dans les Dolomites ou les Alpes suisses ou françaises. En 1937, il fait la connaissance du Viennois Fritz Kasparek, avec qui il effectue de nombreuses courses.

### Adhésion au national-socialisme (1933)
D'après un télégramme du 1er décembre 1938 signé par l'officier SS Schöne et directement adressé au directeur du RuSHA, 23/24 Hedenmannstrasse à Berlin, Heinrich Harrer s'engage à 21 ans, en octobre 1933, dans la SA (Sturmabteilung), organisation paramilitaire du parti nazi, alors interdite en Autriche car impliquée dans des attentats et des assassinats. Cependant, selon l'ethnologue Martin Brauen, il est contesté qu'il ait rejoint la SA en 1933. Harrer le nie.
D'après le journaliste Gilles van Grasdorff, ce même télégramme indiquerait qu'en 1938, à 26 ans, il adhère à la SS (Schutzstaffel), une des principales organisations du régime nazi, dans l'Unité SS 38, sous le matricule 73896,.
Selon Gerald Lehner, le document de mariage de Harrer — document qui devait être demandé au RuSHA, le bureau chargé de vérifier la « pureté raciale » des membres de la SS — déclare qu'il est membre des Chemises brunes (la SA) depuis octobre 1933 et est devenu membre de la SS en avril 1938. Un CV de la main même de Harrer confirme qu'il a adhéré à la SA et la SS. Harrer devient Oberscharführer-SS (adjudant) et se marie en uniforme SS.
Il adhère, à partir du 1er janvier 1933, à la Ligue nationale-socialiste des enseignants autrichienne à Graz, association illégale jusqu'à l’Anschluss, l'annexion de l'Autriche à l'Allemagne par le Troisième Reich en 1938.
Quand Harrer est pris en photographie aux côtés d'Adolf Hitler à Breslau en juillet 1938, après l'ascension de la face nord de l'Eiger, il est déjà depuis deux ans formateur à l'Ordensburg Sonthofen, une école de cadres du régime.

### L'ascension de la face nord de l'Eiger (1938)

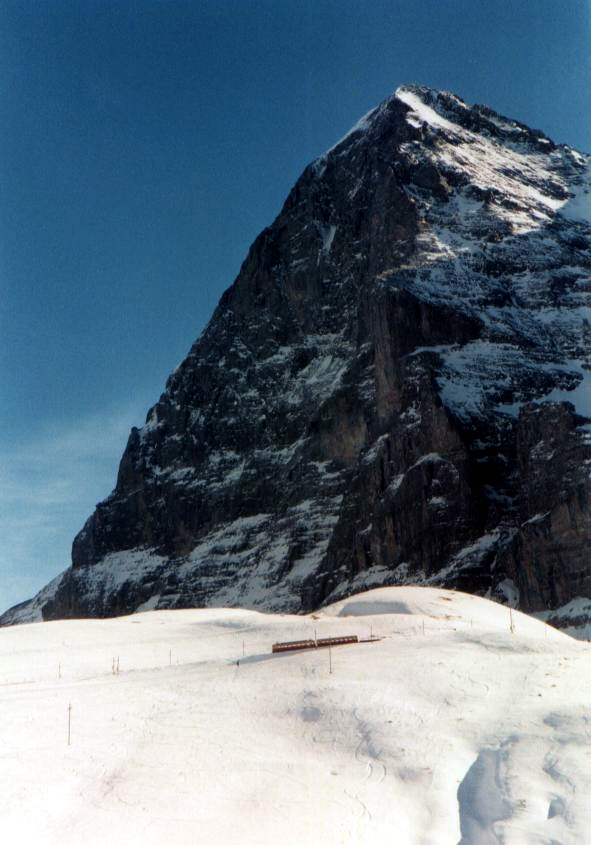
La face nord de l'Eiger – Nordwand – (l'orientation exacte est en fait le nord-est).

L'année 1938 voit l'apogée de la carrière d'alpiniste de Harrer avec son ascension de la face nord de l'Eiger (Eigernordwand) avec Fritz Kasparek, Anderl Heckmair et Ludwig Vörg.

#### La prouesse physique et technique
En compagnie de son compatriote autrichien Fritz Kasparek, également membre du parti nazi, Harrer s'attaque à « l'Ogre », la mythique face nord de l'Eiger, un sommet des Alpes bernoises en Suisse. Au deuxième jour de l'escalade, ils sont rattrapés par la cordée de deux as allemands, Anderl Heckmair et Ludwig Vörg, qui font partie, en tant que guides de montagne, de l'Ordensburg. Alors que Harrer et Kasparek sont équipés pour le rocher, Heckmair et Vörg le sont pour la glace. Le 24 juillet 1938, au bout de trois jours et demi, les deux équipes, réunies en une seule cordée, conduite par Heckmair, atteignent la crête, où est planté le drapeau à croix gammée. Selon Rainer Rettner, Harrer dément jusqu'à sa mort avoir eu dans son sac une bannière frappée de la croix gammée, laquelle flotte sur sa tente les jours précédant l'ascension comme le montre une photo.
Quasiment verticale, la plupart du temps à l'ombre, exposée aux intempéries et sujette à de nombreuses chutes de pierres, cette paroi de 1 800 mètres, située au-dessus de la station de Grindelwald, dans le canton de Berne, a vu la mort de 9 des 12 alpinistes qui s'y sont frotté les années précédentes, à tel point que les autorités suisses en déconseillent l'ascension et que les guides locaux menacent de ne pas aller secourir les imprudents. Aujourd'hui encore, la face nord de l'Eiger reste l'une des ascensions les plus périlleuses au monde[réf. nécessaire].
Cette première marque un progrès technique avec l'introduction de crampons à 12 pointes, dont sont équipés les deux Allemands, et de pitons. Au lieu d'avoir à tailler au piolet des points d'appui dans la glace raide, il suffit d'enfoncer dans celle-ci les deux pointes frontales horizontales pour obtenir de la traction. Comme Kasparek a des crampons classiques à 10 pointes, moins efficaces, et que Harrer n'a que des chaussures à clous, Heckmair prend la tête de la cordée tandis que Harrer ferme la marche, ramassant les pitons.
Harrer narre l'ascension dans son ouvrage Die Weisse Spinne (traduit en anglais sous le titre The White Spider et en français sous celui de La face nord de l'Eiger), un des grands classiques de la littérature de montagne,. L'« Araignée blanche » est le surnom donné à la partie supérieure de la paroi rocheuse où des fissures, remplies de neige et rayonnant depuis un champ de glace, font penser aux pattes d'une araignée. Au cours de l'ascension de l'« Araignée », les quatre hommes sont pris sous une avalanche mais trouvent assez de force pour rester rivés à la paroi et ne pas se laisser emporter. Leur lente et périlleuse progression est suivie depuis la vallée. Alerté par la presse et la radio, le monde se passionne pour cette équipée. Quand les quatre grimpeurs franchissent l'arête terminale, aveuglés par la tempête, ils ne s'aperçoivent pas tout de suite de leur victoire.

#### La photographie aux côtés d'Hitler
Quatre mois après l’Anschluss, qui voit l'Autriche devenir l'Ostmark, l'alliance des deux alpinistes autrichiens et des deux alpinistes allemands est exploitée par la propagande du régime nazi qui en fait le symbole de l'invincibilité de cette union. Leur prouesse vaut aux quatre héros l'honneur de se faire photographier, à l'instar de nombre d'athlètes et célébrités de l'époque, aux côtés d'Adolf Hitler, en 1938, à Breslau, à l'hôtel Monopol. Harrer et Kasparek, qui appartiennent tous les deux à la SS, figurent en bonne position de part et d'autre de leur hôte, et sont acclamés par une foule de 30 000 personnes. Le dirigeant allemand, qui a promis une médaille à ceux qui viendront à bout de la face meurtrière (ou Mordwand) de l'Eiger, a suivi heure par heure la progression des alpinistes.
Un livre sur la face nord de l'Eiger (Um die Eiger-Nordwand), publié en 1938 par la maison d'édition du NSDAP, attribue ces paroles à Harrer : « Nous avons gravi cette paroi pour parvenir, par-dessus le sommet, jusqu'à notre Führer. ». En 1997, Harrer affirme que « cette phrase a été rédigée par la propagande nazie »,.

### Mariage (1938)
Cette même année, dans une lettre en date du 19 décembre, Harrer demanda à Heinrich Himmler l'autorisation d'épouser la fille d'Alfred et d'Else Wegener, Charlotte Wegener, membre depuis 1936 des jeunesses nazies et bien introduite parmi l'élite nazie. Il dut faire la preuve de son aryanité et de celle de son épouse, arbre généalogique à l'appui. Ils auront un fils, Peter. Son mariage avec Lotte, qui a une sœur, Käthe, fait de Heinrich le beau-frère de l'époux de cette dernière, Siegfried Uiberreither, chef de la brigade SA clandestine Steiermark et futur Gauleiter de Styrie.

### L'expédition au Nanga Parbat en Inde (1939)
Après son exploit, Harrer retourne à la vie normale, travaillant comme entraîneur d'abord de l'équipe féminine de la Fédération autrichienne de ski (de) puis de l'équipe de ski de la SS styrienne (autrichienne). Le 30 novembre 1938, il écrit une lettre à son chef, le Reichsführer-SS Heinrich Himmler, afin de lui demander le privilège de participer à une grande expédition himalayenne,. En 1939, alors qu'il collabore à un film sur le ski alpin réalisé par Leni Riefenstahl (Les merveilles du ski), il reçoit un télégramme lui annonçant sa participation à la quatrième expédition allemande sur le Nanga Parbat dans l'Himalaya. Harrer réalise alors le rêve de sa vie : « En vérité, j'avais escaladé l'Eiger dans l'espoir d'être un jour ou l'autre invité à participer à une expédition dans l'Himalaya. J'étais fou de joie. »
Le vainqueur de l'Eiger sera donc de l'expédition au Nanga Parbat de la Fondation allemande pour l'Himalaya, sous la conduite de l'Autrichien Peter Aufschnaiter, membre du parti nazi, qui avait participé aux expéditions du Kangchenjunga au Sikkim en 1929 et 1931. L'expédition est chargée par Himmler de faire du repérage en vue de l'ascension de la face nord-ouest (ou « face du Diamir ») du Nanga Parbat (« la Montagne nue »), le 9e plus haut sommet du monde (8 125 m), aujourd'hui au Pakistan et à l'époque aux Indes britanniques. Après l'échec de plusieurs expéditions (10 morts en 1934, 16 morts en 1937), « la Montagne nue » est devenue pour l'alpinisme allemand une obsession, « le symbole de la montagne tueuse que seuls des surhommes pouvaient affronter ». Les sacs à dos portés par les grimpeurs seront frappés de la croix gammée.
En mai, le SS-Oberscharführer (sergent) Harrer prend congé de sa femme, alors enceinte d'un fils qu'il ne verra qu'une douzaine d'années plus tard. Le groupe d'himalayistes, où figurent également Lutz Chicken et Hans Lobenhoffer, quitte Rawalpindi le 11 mai pour s'installer dans les environs de Ghilas le 22 mai. Tous apprennent le succès de l'expédition allemande à Lhassa sur le chemin du camp de base où ils arrivent le 1er juin 1939. Pendant le mois de juin, ils effectuent des reconnaissances sur le versant sud du pic Ganalo (6 606 m). Loberhoffer et Chicken gravissent la voie classique empruntée par Albert F. Mummery sur la face ouest. Harrer et Aufschnaiter établissent le camp III autour des (7 000 m). Chicken explore le Rakaposhi. Le 23 juillet, Aufschnaiter et Chicken se lancent sur la face ouest du pic Ganalo. Le mauvais temps, les avalanches obligent finalement les membres du groupe à se retrouver dans le camp de base. On rend hommage aux héros des expéditions allemandes et autrichiennes passées, puis c'est le repli sur Srinagar, où les quatre hommes sont rendus le 22 août. Leur intention est de rejoindre Karachi pour y embarquer, le 24 août, sur un cargo qui doit les ramener à Gênes. À Karachi, ils apprennent la signature du pacte de non-agression entre l'Allemagne et l'Union soviétique. Comme le bateau a du retard et que la tension monte dans la ville, les membres de l'équipe décident de se séparer et de rejoindre l'Iran pour ensuite se frayer un chemin jusqu'à l'Allemagne. Le 3 septembre 1939, cinq minutes après la déclaration de la Seconde Guerre mondiale, les membres de l'expédition sont arrêtés par les autorités coloniales britanniques au moment où ils s'apprêtent à gagner l'Iran. Harrer est arrêté par des soldats indiens alors qu'il déjeune dans un restaurant de la ville.

### Internement en Inde (1939-1944)
Quinze jours plus tard, les membres de l'expédition sont déplacés au camp central d'Ahmadnagar, près de Bombay. De la vie au camp, Harrer ne dit guère plus qu'« elle n'est pas faite pour les hommes épris de liberté ». Supportant difficilement cet enfermement, Harrer se porte volontaire pour travailler à l'extérieur du camp, espérant ainsi trouver l'occasion de s'évader. Mais persuadés que la fin de la guerre est proche, ils remettent sans cesse cette évasion.
Par la suite, ils sont transférés par camion dans un nouveau camp à Deolali (en). Chaque camion comprend 18 prisonniers gardés par un seul soldat indien, la majorité des gardes sont dans les deux camions situés en tête et en queue du convoi. Harrer et son compagnon Lobenhoffer décident de sauter pour rejoindre l'enclave portugaise de Damao qui est un territoire neutre. Mais Lobenhoffer est immédiatement repris, or il portait le sac à dos nécessaire à leur survie. Harrer décide de profiter de la confusion pour rejoindre sa place.

#### La vie au camp de Dehradun
Quelques mois plus tard, ils sont envoyés au camp d'internement central de Prem Nagar (en) dans l'Uttarakhand, non loin de la ville de Dehradun, juste au pied de l'Himalaya.
Le camp est divisé en plusieurs ailes (Flügel). Les Allemands du Reich qui résidaient en Inde britannique sont cantonnés dans l'aile 1, baptisée Campus Teutonicus. Leur nombre est de 1 500. Les Nazis forment le « cercle doré » de l'aile 1 et occupent tous les postes importants. La figure centrale (Lagerleiter) de la communauté austro-allemande est l'Allemand Oswald Urchs, représentant (Landesgruppenleiter) du Troisième Reich en Inde avant l'internement de ses compatriotes (de). La plupart des détenus ont fait allégeance aux Nazis. Ceux qui, parmi eux, s'avisent de frayer avec des non-Nazis s'exposent à des menaces de mort. Toutefois l'influence des partisans du Reich se fait moins sentir après la défaite allemande devant Stalingrad. Parmi les détenus de Dehradun, il y a Heinrich Harrer, Rolf Magener, Peter Aufschnaiter, Heins von Have, rendus célèbres ultérieurement par leur évasion du 29 avril 1944. L'aile 2 est celle des anti-Nazis et anti-Fascistes.
Anagarika Govinda, initié au bouddhisme tibétain et ayant accompli un pèlerinage au mont Kailash au Tibet en 1932, fut lui aussi interné par l'armée britannique en 1942 à Dehradun avec Heinrich Harrer et d'autres ressortissants allemands, dont Nyanaponika Thera,. Nyanatiloka fut lui aussi interné à Dehradun où il rencontra Nyanaponika, Lama Govinda et Harrer, entre autres.
L'alpiniste Harrer se sait capable de rejoindre les cols et, derrière eux, le Tibet, alors qu'auparavant son objectif était de rejoindre les enclaves portugaises. Il profite donc de sa détention pour préparer sa prochaine évasion. Il étudie les livres présentant l'Himalaya, prend des notes et copie les cartes. Il organise son évasion avec un général italien dénommé Marchese qui ne manque pas d'argent et peut facilement se procurer tout ce qui est nécessaire à une fuite. Celle-ci a lieu en mai 1943. Ils réussissent à s'évader du camp sous le tir des sentinelles, rejoignent la jungle et décident de marcher de nuit vers l'Himalaya. Pour passer inaperçu, Harrer se teint les cheveux et la barbe en mélangeant du permanganate avec du fard et de la graisse, ce traitement lui vaudra de perdre ses cheveux brûlés. Après maintes péripéties, ils seront repris au bout de 38 jours par des paysans. De retour au camp, 28 jours de cachot les attendent.

#### La déclaration de Moscou (1943)
Le 1er novembre 1943, les ministres des affaires étrangères des nations alliées signèrent la déclaration de Moscou, déclarant nulle et non avenue l’annexion de l’Autriche par l’Allemagne nazie et appelant à la libération de l’Autriche occupée et à sa reconstitution en tant qu’État. Selon un article du journaliste chinois Ren Yanshi publié dans Beijing Review, les prisonniers de guerre autrichiens qui acceptaient cette déclaration et de rejoindre la résistance autrichienne dans les pays alliés étaient libérés. À Dehradun, Harrer aurait rejeté cette déclaration et de ce fait serait resté prisonnier de guerre en 1944 Selon l'alpiniste et écrivain indien d'origine écossaise William McKay Aitken (en) (Bill Aitken), Harrer aurait pu être libéré dès 1943 lorsque les autorités britanniques du camp lui avaient proposé l'amnistie en tant que citoyen autrichien s'il rejetait officiellement l'idéologie nazie.

#### L'évasion (29 avril 1944)
Harrer, qui a appris des rudiments d'hindoustani, de tibétain et de japonais, réussit à s'échapper du camp de Dehradun, le 29 avril 1944, avec les Autrichiens Peter Aufschnaiter et Bruno Treipel, les Berlinois Hans Kopp et Friedl Sattler, et deux autres Allemands, Rolf Magener (de), un employé de la multinationale IG Farben Industrie à Bombay, et Heins von Have (de), un homme d'affaires, ces derniers voulant rejoindre les Japonais en Birmanie dans l'espoir qu'ils les renvoient en Allemagne (Magener et von Have firent cap au sud, gagnèrent Rangoon en Birmanie puis de là le Japon, où ils attendirent la fin de la guerre comme consuls honoraires à l'ambassade d'Allemagne à Tokyo).
Pour Alan J. Levine, Harrer et les autres évadés (sauf Magener et von Have) pensaient atteindre la Birmanie en passant par le Tibet oriental.
Le 17 mai 1944, Harrer et Kopp, Aufschnaiter et Treipel (Sattler a abandonné) pénètrent au Tibet par le col de Tchangtchock, à 5 300 mètres d'altitude puis se séparent. Grâce aux deux cartes prises par Harrer dans un livre de l'alpiniste Eric Shipton se trouvant au cercle des officiers à Dehradun, les évadés savaient quel itinéraire suivre pour entrer au Tibet.

### Les sept années au Tibet (1944-1951)
Le livre autobiographique paru en 1953, Sieben Jahre in Tibet (« Sept années au Tibet »), est la source principale du séjour de Heinrich Harrer au Tibet. Une autre source est l'ouvrage de Peter Aufschnaiter, son compagnon d'escapade.

#### L'équipée vers Lhassa (1944-1946)

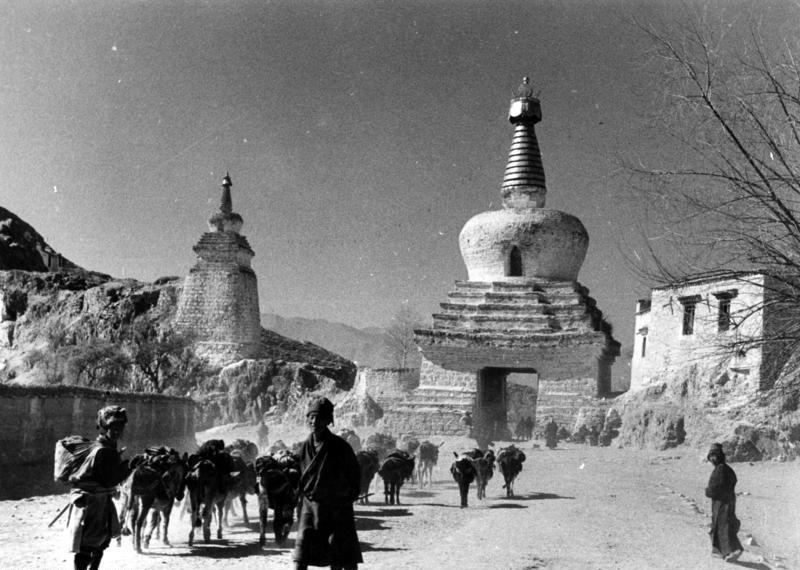
Heinrich Harrer est entré dans Lhassa en 1946 par le Chorten de la porte ouest (photo de 1938).

Alors que Sattler, Kopp et Treipel sont retournés, par abandon ou capture, derrière les barbelés, Aufschnaiter et Harrer franchissent quelque 65 cols de plus de 5 000 mètres d'altitude, gagnant finalement Lhassa le 15 janvier 1946, après une équipée de 20 mois.
Sans qu'ils le sachent, leur avancée a été suivie par le Raj britannique depuis la mission britannique à Lhassa, ainsi que l'attestent les rapports hebdomadaires confidentiels de celle-ci : « 17 juin 1945 : Les deux évadés sont à Kyrong. On les a vus faisant des relevés et échangeant des médicaments contre des provisions. 26 août : L'ordre de refouler les deux évadés jusqu'à la frontière du Népal n'est apparemment pas suivi d'effet. On les dit vêtus comme des nomades tibétains de guenilles en peau de mouton, qu'ils ont un âne qui porte leurs maigres effets. »

#### Le séjour à Lhassa (1946-1950)
Dépourvus de papiers et d'autorisations de séjour, ils se postent devant la maison de Thangme, qu'ils surnomment le « Maître de l'électricité ». Il s'agit de Dadul Wangdi Tsering, un assistant de la centrale hydroélectrique de la vallée de Dodé. Celui-ci accepte de les accueillir et les héberge pendant un mois. D'après les rapports confidentiels de la mission britannique à Lhassa, « ils sont hébergés par un responsable tibétain qui les a trouvés dans la rue. Le gouvernement les interroge ». Par la suite Tsarong Dzasa les invite à résider dans une maison d'hôte de son domaine.

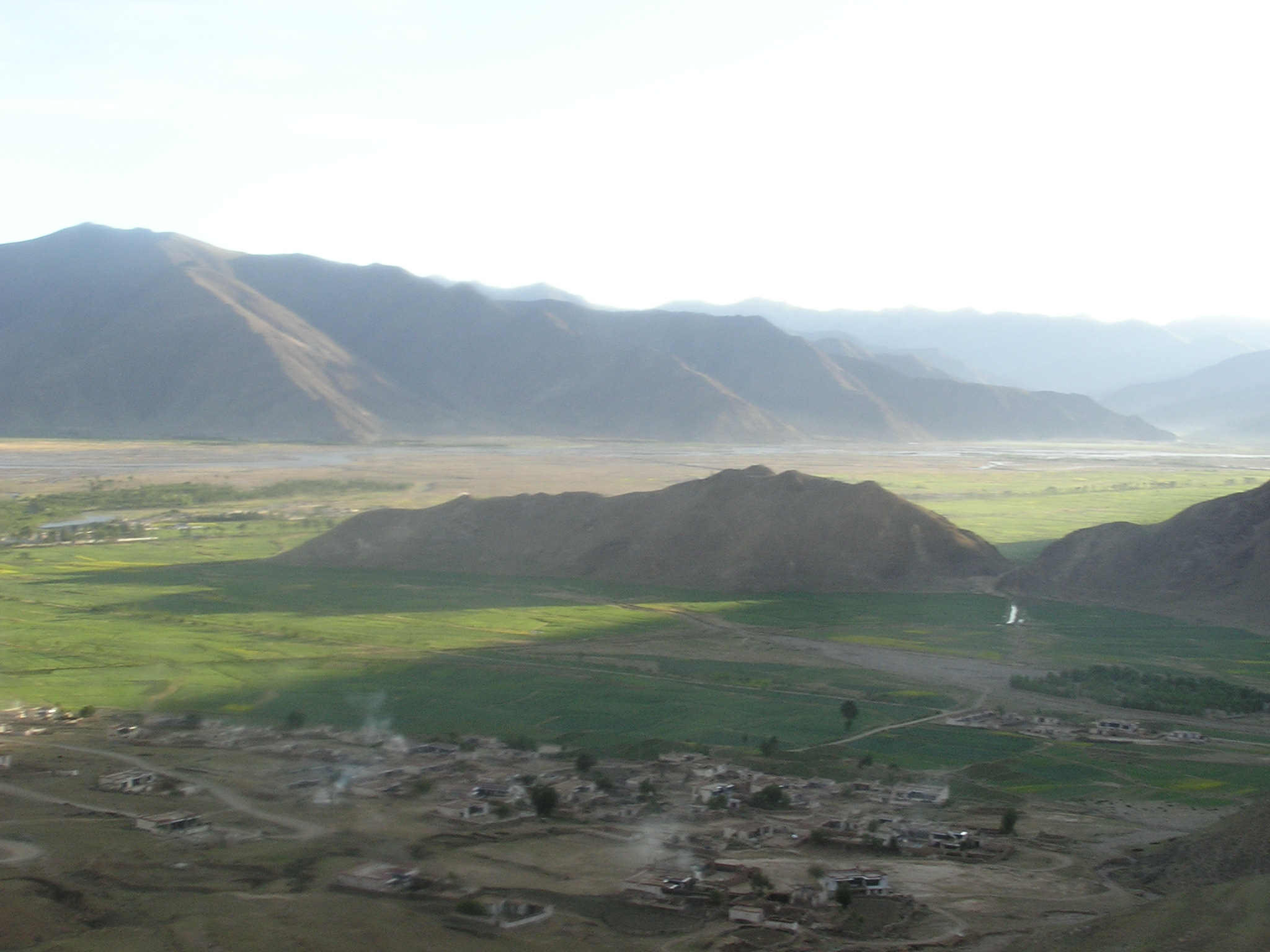
La vallée de la Kyi chu (photo de 2006).

Le 27 janvier, on leur permet de vaquer dans la ville. Les parents du dalaï-lama les reçoivent chez eux et leur donnent des provisions et du numéraire. On raconte que le dalaï-lama en personne (alors âgé de 11 ans) leur en a fait la demande. Le 10 février, les deux Européens expriment le souhait de gagner la Chine par voie terrestre ; le gouvernement tibétain les aurait avertis de se tenir prêts à retourner en Inde. Le 24 février, ayant mis à leur disposition une escorte tibétaine et des moyens de transport, les autorités leur ordonnent de partir, mais ils demandent un sursis le temps que Harrer, qui ne peut pas bouger à cause de sa hanche, aille mieux. Le 24 mars, Tsarong Dzasa propose au gouvernement tibétain que les deux évadés ne soient pas expulsés afin que l'on puisse mettre à profit les connaissances d'Aufschnaiter en matière de plantation d'arbres.
Selon Robert Ford, le gouvernement tibétain souhaite les expulser et le gouvernement britannique fait aussi pression en ce sens. Ce que les deux Européens ne savent pas, c'est qu'ils bénéficient de la bienveillance de l'agent politique britannique au Sikkim, Bhoutan et Tibet, Arthur Hopkinson, lui-même ancien prisonnier de guerre pendant la Première Guerre mondiale, qui, jugeant inutile de les interner à nouveau, use de son influence pour leur permettre de rester. Ils réussissent donc à échapper à l'expulsion. Leur situation administrative évolue : après avoir obtenu le statut de résidents permanents, ils sont nommés en 1948 fonctionnaires du gouvernement et reçoivent chacun un salaire, une maison, une écurie et des domestiques. Dès lors, ils vont travailler et vivre à Lhassa en tant que nobles de 5e rang.

#### Fonctionnaire du gouvernement (1948-1950)
Peter Aufschnaiter, qui était ingénieur agronome de formation, réalisa à la demande des autorités un canal d'irrigation des champs autour de Lhassa, puis il conçut un barrage sur la rivière Kyi chu pour protéger le palais de Norbulingka des inondations. En 1948, il fut chargé de rénover la centrale hydroélectrique de Drapchi ainsi qu'un canal d'amenée d'eau à Lhassa. Harrer surveillait la réalisation des travaux. Par la suite, les deux Autrichiens établirent une carte de Lhassa et des environs en vue de concevoir un réseau d'égouts. Harrer fit le relevé de toutes les maisons et jardins de Lhassa, qui comptait à l'époque environ 30 000 habitants. Il décrit l'obélisque de pierre élevé en l'an 763 sous le règne du roi du Tibet Trisong Detsen pour commémorer les victoires des Tibétains sur les Chinois.

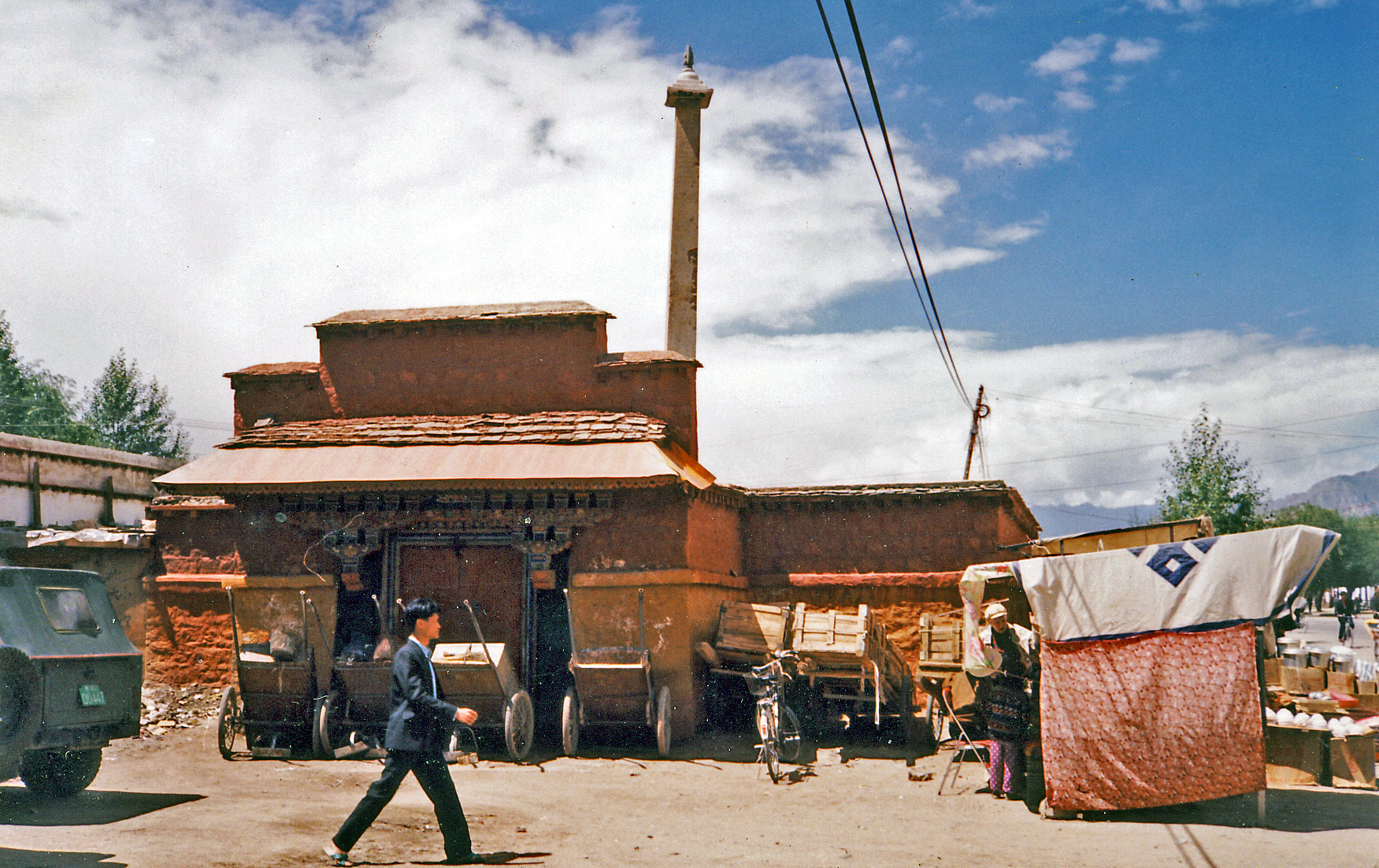
Dans son enclos, l'obélisque ou pilier extérieur de Shöl à Lhassa en 1993.

En dehors de la charge qui lui avait été confiée d'écouter les radios étrangères de langue anglaise et de traduire en tibétain les nouvelles politiques de l'étranger pour le compte du gouvernement et de faire office de photographe de la Cour, Heinrich Harrer pratiqua de nombreux sports pendant son séjour à Lhassa. Il initia de nombreux membres de la bonne société de Lhassa à la natation, au patin à glace (que les Tibétains appelaient « marcher sur des couteaux ») et au tennis. Il indique faire des parties de tennis hebdomadaires avec des membres de la mission népalaise et des légations chinoise et anglaise. Il pratiqua aussi le ski alpin après avoir fabriqué des skis avec du bois de bouleau, cependant cette activité sportive fut interrompue par les Tibétains qui lui demandèrent de ne plus « chevaucher la neige » de peur d'offenser les esprits de la montagne.

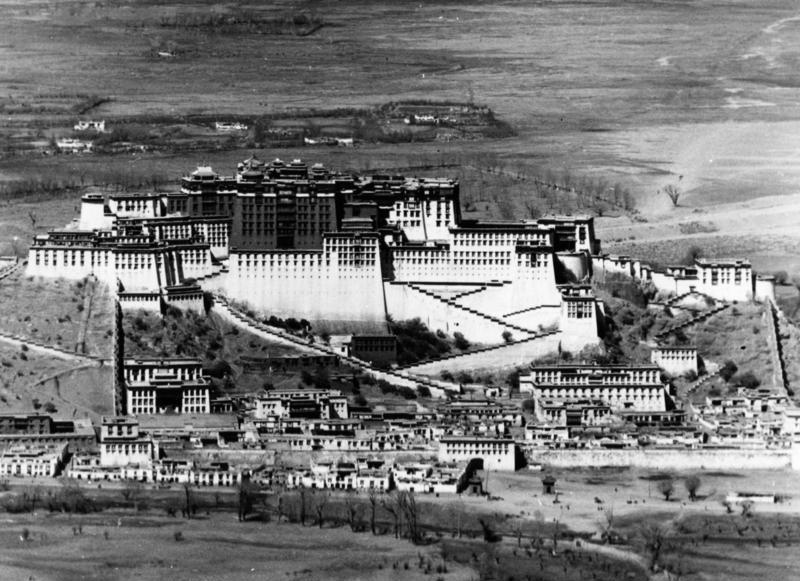
Le palais du Potala, résidence du dalaï-lama, et le bourg de Shöl en contrebas (photo de 1938).

En 1949, le dalaï-lama, alors âgé de 14 ans, fit savoir à Harrer, par l'intermédiaire de son frère Lobsang Samten dont l’Autrichien était devenu l’ami, qu'il avait besoin de lui pour pouvoir projeter des films,,. C'est ainsi qu'Harrer devint l'ami du jeune dalaï-lama, lequel lui avait donné le surnom affectueux de gopa (« tête jaune ») à cause de la blondeur de ses cheveux. Le jeune homme recevait alors son enseignement de moines qui n'avaient jamais voyagé. Ils lui enseignaient la méditation, la religion et l'art de gouverner. À sa demande, Harrer lui donna des cours d'anglais et de géographie,. Il lui apprit aussi à serrer la main, à la mode occidentale.
Pour la biographe Patricia Cronin Marcello, l'amitié entre le dalaï-lama et Harrer a eu des répercussions importantes. Pour la première fois, quelqu'un qui n'était pas du sérail était en mesure de parler au dalaï-lama en tête à tête, rompant ainsi avec les règles protocolaires tibétaines. Alors que la coutume voulait que tout interlocuteur soit assis à une hauteur moindre que celle du dalaï-lama, Harrer pouvait s'asseoir à côté de ce dernier. Alors que personne n'était censé regarder le dalaï-lama dans les yeux, Harrer en devint le confident. De là, selon Patricia Cronin Marcello, l'abord facile du dalaï-lama par la suite.
Dans Lhassa : le Tibet disparu (1997), Heinrich Harrer qualifie ainsi sa relation avec le jeune homme : « […] En vérité, j'étais un trait d'union entre son monde médiéval et la vie qu'il aurait plus tard en Occident ». Dans son autobiographie, Au loin la liberté (1990), le dalaï-lama évoque Harrer en ces termes : « Il parlait couramment le tibétain et possédait un sens de l'humour remarquable, tout en se montrant plein de courtoisie et de respect. À mesure que nous apprenions à nous connaître, il était plus libre et direct avec moi — en particulier quand nous étions seuls —, qualité que j'appréciais fort ».
Pour l'homme politique chinois Li Jianhua (en), il est logique de se demander si Harrer, du fait de ses convictions nazies, n'a pas influencé le jeune dalaï-lama par ses conseils. Pour leur part, Victor et Victoria Trimondi font remarquer qu'il n'y a pas lieu de parler d'un enseignement partisan alors que la guerre était finie depuis plusieurs années.Anne-Marie Blondeau précise qu'Heinrich Harrer ne côtoya le dalaï-lama, âgé de 14 ans, que deux heures par jour, et ne lui enseigna que des connaissances techniques au bout de cinq ans de séjour au Tibet, occupant cette fonction moins de deux ans. Elle demande « comment imaginer que Harrer ait même tenté d’« endoctriner » son élève, lui-même contraint de toutes parts par un programme scolastique très rigoureux, une étiquette pointilleuse, et un calendrier de cérémonies innombrables ? »
Harrer se lia également d'amitié avec deux des frères du jeune dalaï-lama Thupten Jigme Norbu et Lobsang Samten, lesquels devaient, selon The Herald-Times (en), lui faire faire la connaissance de leurs parents. Selon d'autres sources, Harrer et Aufschnaiter furent invités par les parents du dalaï-lama en 1946, alors qu'ils attendaient du gouvernement tibétain l'autorisation de résider à Lhassa. Sans en informer Harrer qu'il côtoya pourtant à Yatung, Norbu devait quitter le Tibet pour l'Inde en 1951,.

#### Le départ du Tibet pour l'Inde (1951)
Devant l'avancée de l'armée chinoise, Heinrich Harrer, à son grand regret, doit quitter Lhassa en novembre 1950. Après avoir séjourné dans la Vallée de Chumbi, il quitte le Tibet en mars 1951 et rejoint les Indes muni de son passeport délivré par le gouvernement du Tibet. Selon John Kenneth Kraus, il est envoyé en mission par la mère du dalaï-lama, en compagnie d'un moine, Geshe Wangel, pour demander à l'ambassade américaine à New Delhi de persuader son fils de se réfugier en Inde.
Lorsque la revue américaine Life publie, dans son numéro du 23 avril 1951, un article sur la fuite du dalaï-lama (fuite suivie d'un retour à Lhassa en juillet 1951), les photos qui l'illustrent sont celles prises des événements par Harrer. Après que le dalaï-lama eut rejoint Lhassa pendant l'été 1951, Harrer se résolut à regagner l'Europe, laissant derrière lui, selon ses termes, « un peuple dont la seule ambition fut de vivre libre et indépendant ».
Une fois en Inde, Harrer s'essaya sans succès selon Apurva Chaudhary à gravir par l'ouest le massif du Panchchuli (en) dans ce qui est aujourd'hui l'État de l'Uttarakhand. Peter Aufschnaiter resta un peu plus longtemps à Lhassa mais partit à son tour en apprenant le départ du dalaï-lama. Il vécut d'abord à Kyirong, puis en janvier 1952 il quitta le Tibet pour rejoindre Katmandou au Népal, où il passa l'essentiel de la fin de sa vie. Il y effectua plusieurs missions de cartographie. Puis à partir de 1956, il travailla à Katmandou comme expert agraire pour l'ONU. Harrer regagna l'Europe en janvier 1952, et commença à écrire son livre sur ses années au Tibet qui fut publié en octobre 1952.

#### L'intermédiaire auprès des Américains
Selon l'historien américain et spécialiste de la Chine et du Tibet Tom Grunfeld, Heinrich Harrer fut l'un des intermédiaires dans les tractations secrètes qui se déroulèrent entre le dalaï-lama et le ministère américain des affaires étrangères jusqu'en 1952, après que le gouvernement des États-Unis eut décidé d'empêcher la mainmise sur le Tibet de la République populaire de Chine, nouvellement proclamée le 1er octobre 1949. Les États-Unis tout d'abord se proposèrent d'extraire le dalaï-lama de Lhassa puis, lorsque le chef des Tibétains se fut réfugié à Yatung en 1951, essayèrent de lui faire franchir la frontière, mais ces projets avortèrent devant les réticences de la partie tibétaine à la perspective de voir l'intégrité religieuse du Tibet atteinte par l'exil du dieu-roi.
Thomas Laird écrit que des documents du département d'État des États-Unis, rendus publics 10 ans auparavant, montrent qu'Harrer pourrait avoir été impliqué dans plusieurs opérations secrètes pour les Américains après avoir quitté le Tibet. Melvyn C. Goldstein écrit qu'en mars 1951 James Burke de Time-Life amena Heinrich Harrer voir Loy W. Henderson, l'ambassadeur américain en Inde. De même, Mikel Dunham mentionne que Harrer rencontra Loy W. Henderson après son arrivée à Delhi.
Harrer informa Evan M. Wilson, consul général américain à Calcutta, de la volonté de retour à Lhassa de Yuthok Dzasa, un haut responsable tibétain réfugié en Inde, et suggéra de lui montrer une lettre. Selon Melvyn C. Goldstein, Harrer se joua des Américains en exagérant ce qu'ils voulaient entendre, c'est-à-dire que le dalaï-lama souhaitait ardemment quitter le Tibet, mais qu'il manquait de soutien parmi les fonctionnaires laïcs pour vaincre l'opposition des religieux. Le 14 septembre 1951, le Secrétaire d'État Dean Acheson approuva l'idée, à la condition que la lettre ne quitte pas l'ambassade et soit seulement montrée aux Tibétains. Le lettre précise que les États-Unis étaient prêts à soutenir la résistance contre l'agression communiste au Tibet, à la condition que le dalaï-lama quitte le Tibet.
Selon un passage du livre CIA's Secret War in Tibet coécrit par Kenneth J. Conboy et James Morrison, en juillet 1951, des responsables de l'ambassade américaine en Inde ont songé à faire appel à Harrer ainsi qu'à George Patterson, ancien missionnaire dans le Kham au Tibet oriental et traducteur du consulat américain à Calcutta (en), pour enlever le dalaï-lama et acheminer celui-ci en Inde. Melvyn C. Goldstein déclare que l'ouvrage de Conboy et Morrison contient une affirmation invraisemblable selon laquelle Harrer aurait porté une lettre à Yatung en avril 1951, mais qu'il n'existe par ailleurs aucune indication de sa présence à Yatung à cette date, les auteurs ne fournissant aucune source,.

#### La thèse de la rédemption
La thèse « d'une quête rédemptrice » par laquelle un alpiniste autrichien inscrit à la SS serait devenu défenseur d'un « peuple opprimé », est reprise par le journaliste sportif Benoît Heimermann, selon qui l'arrivée à Lhassa de Harrer, sa découverte du bouddhisme et ses contacts répétés avec le jeune dalaï-lama seraient parvenus à le transformer,. Le réalisateur Jean-Jacques Annaud et le critique James Berardinelli confirment que le scénario du film de 1997, Seven years in Tibet, inspiré de l'aventure tibétaine de Harrer, présente la thèse d'une rédemption.
Victor et Victoria Trimondi affirment qu'on ne trouve pas la moindre trace dans le livre de la « profonde catharsis » dépeinte dans le film. À leurs yeux, il s'agit d'une invention pure et simple du réalisateur pour éviter de perdre la face devant son public planétaire.
Pour le journaliste américain Jared Hohlt, « il n'est pas certain que Harrer ait été transformé par son périple et ses rapports avec le dalaï-lama » : certains indices donnent à penser que sa position n'a pas changé sur des questions cruciales. Et de rappeler qu'une bonne partie de ce qu'on sait du séjour de l'Autrichien provient de ses mémoires.
Élisabeth Martens, pour sa part, s'interroge : s'il s'est converti au bouddhisme, comment expliquer sa quasi-indifférence devant les images des crimes nazis qui lui parvinrent à la fin de la guerre.
Cependant, Harrer a écrit en 1997 :  « Ma philosophie politique personnelle est née de ma vie au Tibet. C'est une croyance qui reflète de nombreux principes du bouddhisme et accorde une grande importance à la vie humaine et à la dignité humaine. Et c'est une philosophie qui m'amène à condamner le plus fermement possible les crimes horribles de la période nazie. ».

### Rencontre avec Sven Hedin (1952)
Pendant son séjour à Lhassa, Harrer resta en liaison avec le célèbre explorateur suédois Sven Hedin, géographe comme lui et partageant les mêmes intérêts. Leur correspondance est conservée aux archives royales de Suède.
Durant l'été 1952, Harrer put revoir, à Stockholm, Sven Hedin, qui l'avait invité pour son 87e anniversaire, peu de temps avant sa mort. Étudiant, Harrer l'avait rencontré à Graz, où Sven Hedin donnait une conférence. À ce savant qui fraya avec le national-socialisme allemand tout en le critiquant, Harrer vouait une admiration qui se transforma en amitié comme en témoigne une correspondance active entre Lhassa et Stockholm. « Vous avez atteint la ville de mes rêves… », lui écrivit le grand explorateur qui avait été contraint de mettre un terme à son expédition de 1907 à Shigatsé. Hedin renchérissait ainsi dans une autre missive :
« Chaque mot est précieux… C'est tout simplement fabuleux pour des Européens de vivre pendant des années dans la capitale hermétiquement fermée du Tibet, Mecque du monde lamaïste, et de s'y être fait tant aimer qu'on les charge même de missions de confiance… Je lis vos lettres comme des romans, elles me parlent de l'objet de mes rêves les plus anciens… Votre dévoué Sven Hedin ».

### Rencontres avec le dalaï-lama après 1951

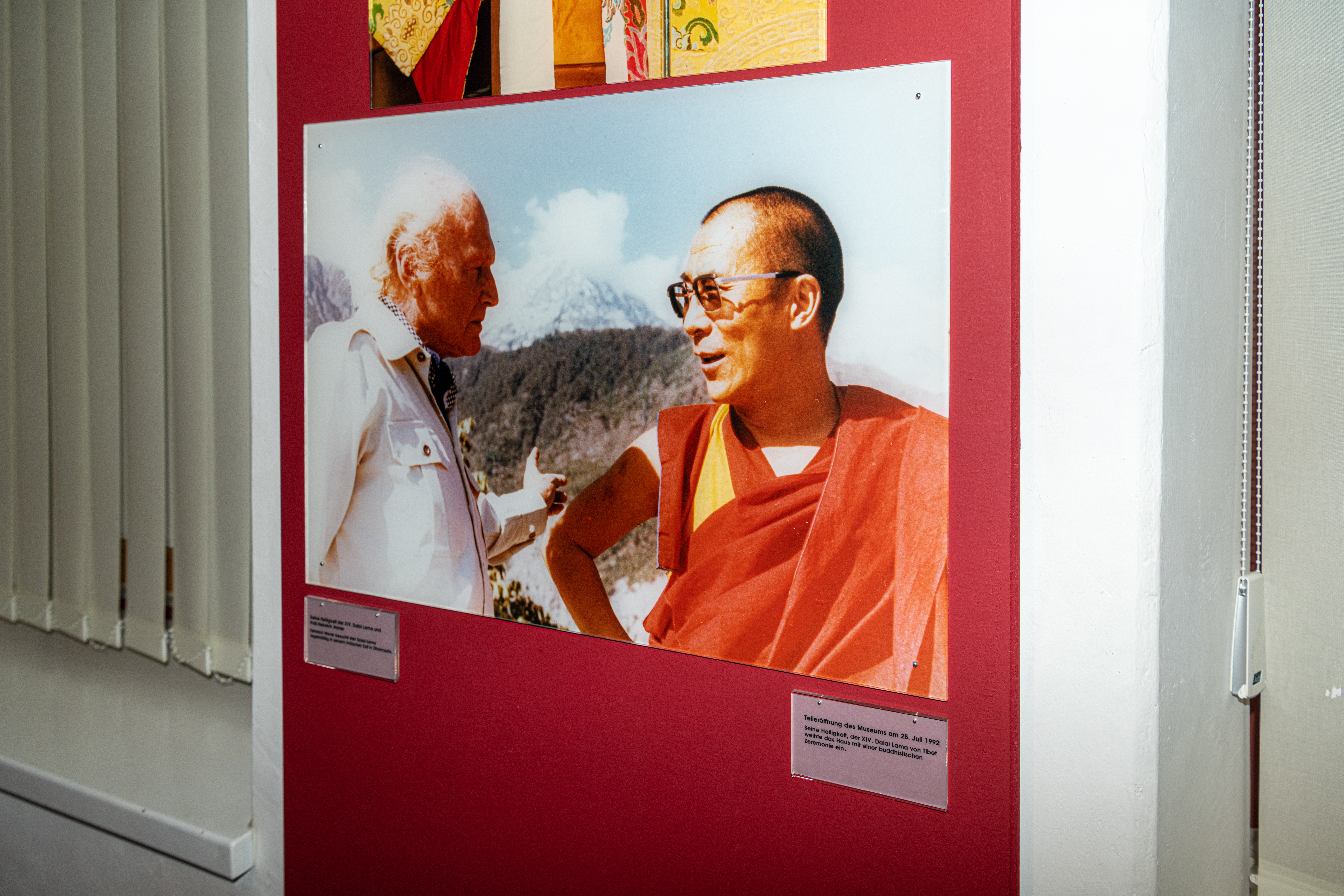
Heinrich Harrer et Tenzin Gyatso lors de l'ouverture du musée Heinrich-Harrer le 25 juillet 1992.

Harrer revit le dalaï-lama en avril 1959, après le soulèvement à Lhassa et sa fuite du Tibet. Harrer effectuait un reportage pour le Daily Mail et Life-Magazine. Il est stupéfait de voir combien le jeune homme a grandi et qu'il chausse ses lunettes en public.
Lors de son premier séjour en Occident, en 1973, le dalaï-lama retrouva Harrer en Scandinavie. Si ce dernier avait conservé intact son sens de l'humour, il avait toutefois perdu la blondeur de ses cheveux, signe du passage des ans pour lui-même comme pour le dalaï-lama, alors âgé de 38 ans et en plein âge mûr selon les canons tibétains.
Le dalaï-lama n'a appris le passé de Harrer que lors de sa publication par la presse. Il dit à son ami que si sa conscience était claire, il n'avait rien à craindre. Harrer dit que c'était le cas.
En 1992, dans son livre Lhassa, le Tibet disparu, Harrer explicite ainsi cette relation : « À Lhassa, voilà plus de 40 ans, je lui expliquais certaines choses du monde. À présent c'est lui qui m'enseigne des vertus comme la tolérance. »

### «L'affaire Corti»
En 1957, un drame se déroule sur la face nord de l'Eiger. Deux cordées y tentent séparément leurs chances : Claudio Corti et Stefano Longhi, qui espèrent être les deux premiers Italiens à gravir le versant, et Günther Nothdurft et Franz Mayer, deux alpinistes allemands chevronnés. Se rencontrant à mi-chemin, elles joignent leurs forces mais se heurtent à de graves difficultés. Les Italiens, tour à tour, font une chute et, blessés, restent cloués sur des rebords où ils affrontent un temps effroyable. Pour aller chercher du secours, les Allemands poursuivent l'ascension mais périssent lors de la descente du versant sud. Corti est finalement secouru par une équipe internationale d'alpinistes qui se sont rassemblés au sommet. L'un d'eux, Alfred Hellepart, descend sur un câble d'acier jusqu'à Corti pour le remonter. Longhi, quant à lui, meurt avant d'être secouru.
Relatant cet épisode dans son livre L'Araignée blanche, paru en 1958, Heinrich Harrer dénigre les connaissances techniques de Corti et affirme que sa version des évènements est malhonnête : il aurait assassiné les Allemands (dont les corps n'ont pas été retrouvés) pour voler leur nourriture et leur équipement. Harrer est tellement convaincu de la culpabilité de Corti qu'il finance des recherches pour retrouver les cadavres à la base de l'Eiger. Quatre ans après le drame, la découverte des restes des Allemands prouve sans l'ombre d'un doute que ces derniers sont morts dans la descente, emportés par une avalanche, et que Corti n'avait rien à voir avec leur mort. Malgré les demandes qu'on lui fit, Harrer refusa de se rétracter et de s'excuser, renouvelant plus ou moins ses accusations dans chacune des éditions ultérieures de son livre. Pour Luca Signorelli, son attitude était peut-être celle qui avait cours dans les années 1930, l'âge d'or de l'alpinisme : il n'y avait pas de place en montagne pour ceux qui devaient être secourus (attitude quelque peu déplacée puisqu'en 1938 Harrer et Kasparek avaient été secourus par Hekmair et Vörg sur le versant nord),.

### Harrer et l'adoption d'enfants tibétains non orphelins en Suisse
Selon l'écrivain Gilles van Grasdorff, en 1961, des dizaines d'enfants tibétains, présentés comme orphelins, furent proposés par le gouvernement tibétain en exil à l'adoption (et non au parrainage) à des familles suisses alors que leurs parents naturels travaillaient en Inde dans les communautés tibétaines ou construisaient des routes sur les contreforts himalayens. Plus tard, apprenant la vérité, certains adoptés se sont suicidés, d'autres ont sombré dans la drogue ou l'alcool. Gilles van Grasdorf attribue la responsabilité de cet état de choses à l'auteur du projet, Heinrich Harrer, qui, « enfermé dans une direction spirituelle et idéologique SS », aurait clairement poussé le dalaï-lama à faire adopter des enfants dans l'intention d'en faire une élite, grâce à l'éducation qu'ils allaient pouvoir recevoir dans les meilleures écoles et les meilleures universités occidentales.
Cependant, le dalaï-lama, dans son autobiographie, mentionne avoir demandé de l'aide à son ami le Dr Aeschimann pour qu'il propose au gouvernement suisse d'accueillir des orphelins tibétains en Suisse.

### Retour en touriste au Tibet (1982)
Harrer tenta de retourner au Tibet à plusieurs reprises mais les autorités chinoises ne lui accordèrent pas de visa. Ce n'est que lorsque le tourisme fut enfin permis en 1982, trois décennies après sa fuite, qu'il réussit à revoir Lhassa, mêlé à un groupe de 60 touristes en majorité américains.
Il publia, en 1983, un livre relatant ce second voyage, traduit en français sous le titre Retour au Tibet. Il y raconte notamment sa rencontre avec l'ancien médecin personnel du 14e Dalai Lama, Tenzin Choedrak, qui fut torturé pendant 8 mois et emprisonné 17 ans par les autorités chinoises. Il y indique que Ngabo Ngawang Jigme était le plus réputé des « Doubles Têtes - nom donné au Tibet aux collaborateurs ». C'est Ngabo qui « collabora le premier avec les Chinois », il « passe à leurs yeux pour un homme sans courage ». Signalant l'intervention du même pour qu'une école réservée aux enfants chinois soit ouverte également aux enfants tibétains, Harrer concède toutefois que l'on ne doit pas cacher certains aspects positifs de l'activité des collaborateurs,.
Il rapporte également que les Tibétains qui avaient résisté aux Chinois étaient majoritairement des nobles, des demi-nobles et des lamas, que pour les punir et les humilier on les avait fait travailler comme manœuvres à la construction de routes et de ponts et obligés à vivre dans un campement réservé autrefois aux mendiants et vagabonds.

### Actions militantes liées au Tibet
Dès 1953, Harrer se définit comme « ami de l'indépendance tibétaine ». Jérôme Dupuis voit en lui « l'inlassable propagateur de la cause tibétaine ». William McKay Aitken (en), pour sa part, trouve des plus factices, venant d'un ancien nazi, l'attitude de Harrer à la fin de ses mémoires lorsqu'il fustige l'indifférence du monde face à la perte de sa liberté par le Tibet.
Selon Lewis M. Simons, Heinrich Harrer « s'est battu pendant des décennies contre l'oppression par la Chine du peuple tibétain et la destruction délibérée de son ancienne culture. Il a écumé le monde à la recherche de fonds pour les réfugiés tibétains et a critiqué des gouvernements, dont celui des États-Unis […] resté insensible au sort des Tibétains. »
Harrer exprima publiquement son indignation lorsqu'en 1987 le chancelier allemand Helmut Kohl rendit visite aux dirigeants chinois à Lhassa, premier chef de gouvernement occidental à faire cette démarche.

### Participation à la réunion de Londres (1994)
Selon un communiqué de presse du gouvernement tibétain en exil, le 13 septembre 1994, à Londres, Harrer fut convié par le dalaï-lama à un déjeuner réunissant des personnalités ayant eu « le privilège de vivre, de voyager et de travailler au Tibet avant l'invasion chinoise du pays avant 1950 ». Étaient présents, outre Harrer : Kazi Sonam Togpyal (ancien interprète auprès de la mission indienne au Tibet), Robert W. Ford (ancien officier radio de la mission britannique à Lhassa puis du gouvernement tibétain), Ronguy Collectt (fille de Sir Charles Bell), Bruno Beger (membre de l'expédition allemande au Tibet de 1938-1939, dite expédition Schäfer), Joan Mary Jehu (séjours au Tibet en 1932), Archibald Jack (visite de la garnison britannique à Gyantsé), Fosco Maraini (séjour au Tibet en 1937 et 1948). Ces personnalités signèrent un document où elles affirmaient leur « conviction, en tant que quelques-uns des derniers témoins subsistants du Tibet indépendant, que celui-ci était un État pleinement souverain avant 1950 ».

### Harrer confronté à son passé (1997)

#### «L'affaire Harrer»
À son retour en Autriche en 1952, Harrer s'installa au Liechtenstein, principauté limitrophe de l'Autriche et de la Suisse. Quatre décennies durant, il ne souffla mot de son engagement passé et ses publications restent muettes à ce sujet. « [Il] passa la deuxième partie de sa vie à cacher la terrible vérité de la première », écrit Lewis M. Simons dans le Smithonian magazine. De temps à autre, une voix s'élevait pour signaler le passé de Harrer mais, faute de documents en apportant la preuve, elle n'était pas entendue. Nombre de gens connaissaient le passé de Harrer mais, comme pour Kurt Waldheim ou pour Wernher von Braun, on préféra l'« oublier » dans les instances officielles pendant les années de guerre froide, Harrer étant devenu utile dans le nouveau contexte. Tout au long des 300 pages de son livre paru en 1952, Harrer ne mentionne jamais l'Allemagne nazie ni ne fait le moindre commentaire sur la destruction de l'Europe et sur l'Holocauste alors qu'il n'a pas manqué d'apprendre la teneur de ces événements.
Quatre décennies plus tard, en 1997, ce passé devait réapparaître au grand jour, juste avant — « ironie du sort » selon le journaliste John Gittings — la sortie du film hollywoodien Seven years in Tibet (Sept Ans au Tibet), réalisé par le cinéaste français Jean-Jacques Annaud et inspiré de l'aventure tibétaine de Harrer (le personnage de ce dernier y est incarné par l'acteur américain Brad Pitt), une affaire dont la propagande chinoise s'est saisie contre Harrer et d'autres défenseurs occidentaux de l'indépendance du Tibet.
Un journaliste salzbourgeois travaillant pour la radio nationale autrichienne, Gerald Lehner, avait trouvé dans des documents provenant des archives nationales des États-Unis, le certificat de mariage de Harrer, faisant état de l'appartenance de ce dernier à la SA et la SS. Harrer nia son appartenance à la SA, disant qu'il avait fait cette « fausse » déclaration pour accélérer son mariage avec Lotte Wegener, la fille de l'éminent géophysicien Alfred Wegener. De plus, Gerald Lehner avait découvert, aux Archives fédérales de Berlin, un dossier de 80 pages concernant les antécédents nazis de Harrer, dont son adhésion au parti national-socialiste le 1er mai 1938 sous le matricule 6307081. Ces documents furent authentifiés pour le journal Stern par l'historien berlinois Hans Heinrich Wilhelm. Mis devant les documents, Harrer nia tout d'abord en bloc. « On m'a simplement nommé instructeur en athlétisme auprès de la SS ». Ce n'est qu'à la vue de son CV écrit de sa main qu'il reconnut les faits, déclarant qu'il avait simplement « voulu se faire mousser un peu ».
En raccompagnant les journalistes Gerald Lehner et Tilman Müller venus chez lui, à Hüttenberg, le confronter à son passé, Harrer eut cette réflexion : « Nous savions que ce grand film allait nous valoir quelques ennuis ». Lorsque l'article parut, une des premières réactions de Harrer fut de dire que cela pouvait être l'œuvre des agents chinois envoyés pour détruire le travail de toute une vie.
Réagissant à l'affirmation faite par Harrer qu'« il avait la conscience tranquille », le rabbin Abraham Cooper, du centre Simon-Wiesenthal à Los Angeles, fit remarquer que personne n'avait forcé ce dernier à devenir membre de la SS, ajoutant que ce dernier devait souffrir du « syndrome de Waldheim », allusion à l'ancien secrétaire général de l'ONU, Kurt Waldheim, qui avait caché son passé nazi des années durant.

#### Rencontre avec Simon Wiesenthal
Harrer demanda à rencontrer le célèbre chasseur de criminels de guerre nazis Simon Wiesenthal (non lié au Centre autrement que nominalement) à Vienne pour mettre fin à la controverse. Lors d'une séance-photo le 30 juin 1997, les efforts de Harrer pour expliquer à Wiesenthal pourquoi il avait caché son passé pendant cinquante ans laissèrent ce dernier de marbre. Abraham Cooper demanda à Simon Wiesenthal si Harrer lui avait dit qu'il avait adhéré à la SA en 1933. La réponse fut négative. Pour Abraham Cooper, il est important que Harrer soit clair et net à propos de son passé : la discussion qu'il a eue avec Simon Wiesenthal montre qu'il voudrait bien qu'on oublie cette affaire, mais il ne peut en être question.
Pour Abraham Cooper, si, dans les cinquante années ayant précédé la rencontre, Harrer était allé voir Wiesenthal de son propre chef, alors qu'ils habitent dans la même ville, le pardon aurait été envisageable. Mais comme ce n'est pas le cas, c'est que selon lui Harrer a refusé d'examiner les choix moraux qui furent les siens.

#### Communiqué de Harrer
Le 2 juillet, Harrer publia un communiqué pour reconnaître les faits et dénoncer les « insinuations » qui avaient accompagné leur publication : « J'ai été membre de la SS pendant une période limitée en 1938, et je n'ai porté l'uniforme SS qu'une seule fois, le jour de mon mariage. Je n'ai jamais été membre des SA. Jeune, je m'intéressais au sport, à l'alpinisme et au ski, pas à la politique. […] Ma philosophie s'est construite lorsque j'ai vécu au Tibet […], elle me conduit à condamner aussi fortement que possible les horribles crimes de l'époque nazie. Ma conscience est claire sur mes activités sous le régime de Hitler. Néanmoins, je considère ces événements comme l'une des aberrations de ma vie, peut-être la plus grande, et je regrette profondément que ces événements puissent produire une fausse impression,. »
Si l'appartenance de Harrer aux SS n'est pas mise en doute, son séjour en Asie de 1939 à 1951 l'a mis à l'abri de toute accusation de participation à des crimes de guerre, ce qui a été indiqué aussi bien par le rabbin Abraham Cooper que par le journaliste Gerald Lehner. Chacun s'accorde à reconnaître que l'alpiniste n'a jamais commis la moindre brutalité sous l'uniforme nazi. Selon un article de l'agence Associated Press en date du 14 juillet 1997, Simon Wiesenthal a déclaré lors d'une interview que Harrer n'avait pas fait de politique et était innocent de toute mauvaise action. Pour H. Louis Fader (2004), Wiesenthal a disculpé Harrer.

#### Communiqué du gouvernement tibétain en exil
À la suite de l'« affaire Harrer », le gouvernement tibétain en exil publia, le 1er novembre 1997, un communiqué affirmant qu'à l'arrivée de l'Autrichien au Tibet, le jeune « Dalaï Lama était occupé à sa formation spirituelle sous la conduite des plus grands maîtres tibétains », qu'« il ne passa donc qu’un temps limité avec Harrer, apprenant l’anglais et l’écoutant parler du monde extérieur » et qu'« à aucun moment de son séjour au Tibet, Harrer n’évoqua une quelconque sympathie pour le nazisme ». « En tout état de cause », ajoute le communiqué, « c’est Harrer qui finit par être influencé par la philosophie bouddhiste ».

#### Conséquences: remaniement du filmSept ans au Tibet
Le centre Simon Wiesenthal ayant déclaré qu'en faisant interpréter le rôle de Harrer par Brad Pitt, on courait le risque de transformer en héros un ancien nazi et d'occulter ainsi le legs du Troisième Reich, l'avocat de Harrer, le commanditaire et le réalisateur du film Seven years in Tibet conclurent un accord pour ne pas en compromettre la sortie. On tournerait de nouvelles scènes montrant l'appartenance de Harrer aux organisations nazies tout en laissant apparaître qu'il se serait déjà détaché de ses idéaux de jeunesse.
Le journaliste américain Karl E. Meyer (en) rapporte que lorsque Jean-Jacques Annaud, jusque-là « curieusement peu curieux » du passé nazi de Harrer, en prit connaissance, le film fut remanié en toute hâte, Annaud expliquant désormais que celui-ci « tournait autour de la culpabilité, du remords et de la rédemption ».
Ces révélations gâchèrent les dernières années de Harrer.
Interrogé par Le Nouvel Observateur à la sortie du film en 1997, Jean-Jacques Annaud s'étonnait des silences du livre Sept ans d'aventures au Tibet sur les débuts de Harrer, notamment sur sa famille, la défaite allemande, l'holocauste.
Annaud complète ainsi son appréciation de Heinrich Harrer : « C'est un homme qui se sent… une énorme honte… Je le respecte en tant qu'homme qui a des remords. »

### Harrer et l'alpinisme national-socialiste
Rapportant les propos supposés de l'alpiniste italien de renom Reinhold Messner, le journaliste chinois Ren Yanshi écrit que dans les années 1930 les alpinistes allemands et autrichiens avaient la fibre nazie : l'association germano-autrichienne d'alpinisme, dont faisait partie Harrer, portait clairement l'estampille des Nazis. Les clubs alpins allemands et autrichiens avaient exclu tout juif de leurs rangs depuis 1924.
Pour le régime hitlérien, l'ascension de sommets jamais gravis constituait un vecteur efficace de la propagande nazie car incarnant les vertus de la « race aryenne » : force musculaire, héroïsme, camaraderie. Selon Michel Mestre, le succès de l'ascension était la garantie d'une valeur supérieure, l'échec l'illustration du courage à toute épreuve et de l'engagement total de l'« homme nouveau ».
Reinhold Messner accusa publiquement Harrer de refuser obstinément de reconnaître que les idéaux de l'alpinisme avaient été pervertis par les nazis. Edward Lisle Strutt (en), président du Club alpin britannique, était convaincu que les deux Autrichiens avaient été motivés par l'idéologie nazie autant que par le désir d'être les premiers à réussir l'ascension de la face nord de l'Eiger, accusation rejetée avec vigueur par Harrer et son coéquipier. Le journaliste Charlie Buffet rapporte les propos de l'historien Rainer Amstädter, auteur d'un livre sur les liens entre le NSDAP et l'alpinisme, indiquant : « Heinrich Harrer fut un grand symbole de l'impérialisme nazi. Et un nazi convaincu ».
Pour Mechtild Rössler, l'attitude de Harrer après 1945, qui était d'éviter de porter un regard critique sur ses compromissions avec le nazisme, est typique de presque tous les alpinistes et de la plupart des géographes du Troisième Reich.
Après la guerre, les clubs d'alpinisme allemands furent interdits par les Alliés.

### Harrer et l'expédition allemande au Tibet (1938-1939)
Selon Philippe Forêt, un géographe et sinologue français, après la guerre, Harrer et les membres de l'expédition allemande au Tibet entretinrent des rapports dont a rendu compte en détail le journaliste Gerald Lehner dans un article publié dans la revue autrichienne Profil.
Selon Bruno Beger, cité par Gerald Lehner, si Harrer a été accueilli à Lhassa en 1946, c'est grâce aux bonnes relations que l'expédition d'Ernst Schäfer avait établies sept ans plus tôt avec les Tibétains. Beger ajoute que Harrer eut, après la guerre, une querelle avec Schäfer, qui l'accusait d'avoir présenté comme siennes des photos prises à Lhassa en 1939.
Questionné par la revue allemande Stern en 1997, Harrer déclara n'avoir pas entendu parler ni de Beger ni de Schäfer, ni d'une expédition allemande à Lhassa en 1939.

### Harrer et son fils
Lors de la sortie du film, Peter Harrer, le fils que Harrer avait quitté pour les neiges de l'Himalaya et dont il ne parle jamais dans ses mémoires, déclara qu'il avait été abandonné par sa mère et élevé par sa grand-mère pendant les absences de son père. Lors des deux remariages de ce dernier, il n'avait pas été invité. Quand Harrer quitta sa femme pour l'Himalaya, elle était enceinte mais, selon le Time, il ne le savait pas. Peter Harrer précise n'avoir pas de ressentiment à l'égard de son père et le voir de temps à autre.
Le journaliste Charlie Buffet s'interroge pour sa part sur cette « absence de fibre paternelle » : jamais, dans Sept Ans d'aventures au Tibet, Harrer n'exprime l'envie de voir son fils, dont il a appris la naissance. Il ne fera sa connaissance qu'en 1952, à son retour en Europe. Quand on demanda à Harrer s'il n'éprouvait pas de la culpabilité à ne pas être rentré au pays plus tôt pour voir son garçon, il sembla presque perplexe et demanda : « Non, pourquoi en éprouverais-je ? »

### Récit des voyages au Tibet

#### Les publications
Heinrich Harrer fera le récit de l'épisode tibétain de sa vie dans plusieurs ouvrages ou articles :
- Sieben Jahre in Tibet. Mein Leben am Hofe des Dalai Lama, publié en 1952 (traduction anglaise : Seven years in Tibet, E. P. Dutton, 1954; traduction française : Sept ans d'aventures au Tibet, Arthaud, 1954[174]), qui eut un énorme succès et fut traduit en 53 langues et vendu à plus de 4 millions d'exemplaires. En France, il bénéficia de la vogue de livres d'alpinisme comme Premier de cordée de Roger Frison-Roche (1942) ou Annapurna premier 8000 de Maurice Herzog (1951). Ce premier ouvrage fit connaître la culture de l'ancien Tibet et l'institution du dalaï-lama à une foule d'Occidentaux qui jusque-là n'en avaient jamais entendu parler. Cependant, son succès devait être éclipsé par celui de la trilogie faussement autobiographique de T. Lobsang Rampa : The Third Eye (1956) (Le troisième œil), Doctor from Lhasa (1959) (Lama médecin) et The Rampa Story (1960) (L'histoire de Rampa)[175].
- My Life in Forbidden Lhasa (littéralement « Ma vie dans Lhassa interdit »), résumé des années passées à Lhassa paru dans la livraison de juillet 1955 de la revue américaine National Geographic.
- Wiedersehen mit Tibet, publié en 1983 (traduction anglaise : Return to Tibet, 1984; traduction française : Retour au Tibet, 1985). Harrer y relate son second voyage au Tibet, effectué incognito en 1982.
- Lost Lhasa: Heinrich Harrer's Tibet, publié en 1992 (la version française : Lhassa : le Tibet disparu est parue en 1997). Cet ouvrage, qui présente quelques-unes des milliers de photos prises par Harrer à Lhassa et alentour, est en quelque sorte la suite visuelle de Sept années d'aventures au Tibet.

#### Les observations
Dans ses mémoires Harrer retrace la vie quotidienne de la noblesse, du clergé lamaïste et du petit peuple tibétains avant l'arrivée des Chinois, et après l'intervention militaire chinoise de 1951. Il eut le privilège d'assister à des cérémonies et d'observer des coutumes que peu d'Occidentaux avant lui avaient eu l'occasion de voir. Il est aussi amené à décrire des aspects de l'organisation sociale, économique, administrative et religieuse du Tibet.

### Expéditions et explorations

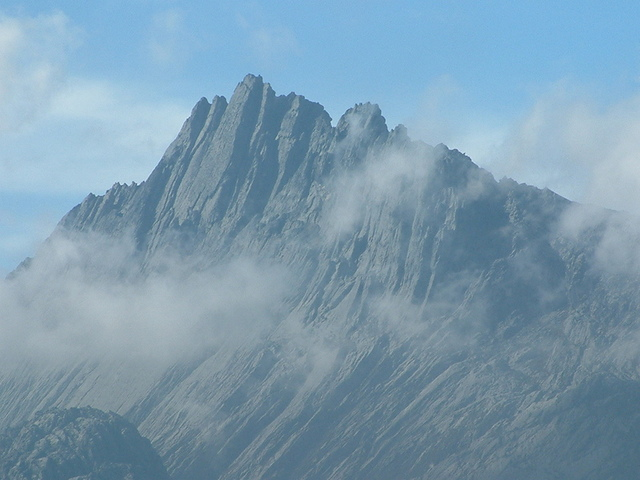
Le Puncak Jaya.

Pendant les décennies 1950, 1960 et 1970, Henrich Harrer effectua de nombreuses expéditions à vocation d’ethnographie ou d’alpinisme dans des pays du Tiers monde, son principal bailleur de fonds étant l’ancien roi des Belges, Léopold III.
En 1951, en compagnie d'un compatriote autrichien, Frank Thomas, d'un botaniste et de deux sherpas, Harrer essaya de gravir le massif du Panchchuli (en) par l'ouest. La chute d'un sherpa lui fit rebrousser chemin, mais il avait frayé la voie pour les expéditions ultérieures.
En 1952, en compagnie de Léopold III, il voyagea jusqu’aux sources de l'Amazone, crapahutant depuis Puerto Ayacucho jusqu'au río Cunucunuma ainsi qu’à San Carlos de Río Negro et San Fernando de Atabapo.
En 1953, Harrer épousa Margaretha mais joua à nouveau les maris absents, partant en expédition dans les Andes péruviennes, où il fut le premier à gravir l'Ausangate (6 372 ou 6 384 m) dans la cordillère de Vilcanota.
Il se rendit ensuite en Alaska, où il fit, en 1954, en compagnie de Fred Beckey, la première ascension du mont Hunter (4 442 m), du mont Deborah (en) (3 761 m) et du mont Drum (3 661 m) dans la chaîne de l'Alaska oriental.
Enfin, en 1957, il fit un séjour de neuf mois en Afrique dans l'ancien Congo belge, où il gravit la chaîne du Ruwenzori ou « Montagnes de la Lune ».
Heinrich Harrer et Margaretha Truxa divorcèrent en 1958. En 1962, Harrer épousa Katharina Haarhaus, mais n'en continua pas moins ses escapades. Cette année-là, à la tête d'une expédition de quatre alpinistes, dont Philip Temple (en) comme guide, il fit la première ascension du Puncak Jaya (la pyramide de Carstensz), en Nouvelle-Guinée hollandaise, le point culminant de l'Océanie (4 883 m) et, sur le plan technique, le plus difficile des sept sommets des sept continents. Pour la conquête de ce sommet, il bénéficia des connaissances recueillies sur le terrain par une expédition néo-zélandaise qui avait déjà frayé la voie.
Dans le même mouvement, il essaya d'atteindre les carrières à silex de Ya-Li-Me (Jaelime), exploitées par les Papous pour fabriquer leurs outils. S'étant blessé en dégringolant du haut d'une cascade, il fut transporté par les indigènes jusqu'à Hollandia, d'où il repartit vers les carrières, une fois rétabli. Il survécut non seulement à ce plongeon de 40 mètres, mais aussi aux attentions de chasseurs de têtes, bien que, selon Douglas Martin, il ne portât pas de fusil en raison du bouddhisme non-violent appris du dalaï-lama. Il relate ces péripéties dans un livre, publié en 1963, Ich komme aus der Steinzeit (litt. « Je viens de l'Âge de pierre »). De son propre aveu, ce fut le voyage le plus difficile qu'il ait jamais fait.
En 1966, il alla au-devant des Indiens Xingu dans l'État du Mato Grosso au Brésil. La même année, il partit en expédition avec Léopold III, au Suriname.
En 1971, avec Léopold III il se rendit dans le nord de l'île de Bornéo, où il fit l’ascension du Mont Kinabalu.
En 1974, il partit à la rencontre des Négritos des îles Andaman dans l’océan Indien mais ne put débarquer dans l’île Sentinelle du Nord, où les indigènes refusent tout contact avec le monde extérieur. Harrer se rendit également en Inde, en particulier au Ladakh dans l’État du Jammu-et-Cachemire (en 1974, 1976, 1978, 1979 et 1991) et au Sikkim (en 1965, 1979 et 1980), ainsi qu’au Népal (en 1965, 1973, 1974 et 1981), au Bhoutan (en 1980, 1981, 1983, 1985 et 1986) et en Birmanie (1979).
Il séjourna au Soudan en 1970 et au Zaïre (l’ancien Congo belge ou l’actuelle République démocratique du Congo) et en Ouganda en 1977. On le vit en Guyane française en 1969.
Une vingtaine de livres et une quarantaine de films documentaires rendent compte de ses voyages et explorations.

### Honneurs et distinctions
Devenu célèbre, Harrer reçut diverses distinctions : entre autres, la médaille d'or de la société Humboldt en 1985, la médaille du club des explorateurs aux États-Unis en 1991 (en plus de la médaille d'or de l'Eiger). Il se vit décerner le titre de professeur par le président de la République autrichienne en 1964. Il fut fait citoyen d'honneur de la ville de Hüttenberg en 1983. Il reçut la médaille autrichienne des sciences et des arts en 1995.
Le dalaï-lama rendit visite à Harrer chez lui en Carinthie à l'occasion de son 80e anniversaire en 1992 puis à nouveau pour ses 90 ans, le 15 octobre 2002, alors qu'il donnait un enseignement sur le Kalachakra en Autriche et, selon le politologue Barry Sautman, plus de cinq ans après la révélation du passé, longtemps inavoué, de Harrer à la SA et la SS, il lui remit le prix Lumière de la vérité (une distinction créée par l'association International Campaign for Tibet et décernée la même année à Petra Kelly à titre posthume), en reconnaissance de ses efforts pour attirer l'attention du public sur le Tibet et les Tibétains.
Le 80e anniversaire de Harrer donna lieu à une grande fête à l'hôtel Waldorf Astoria à New York. Des amis illustres, membres du Club des explorateurs (dont Thor Heyerdahl, Neil Armstrong, Edmund Hillary et Reinhold Messner) levèrent en son honneur leur verre : « Nous honorons le plus grand d'entre nous ».
Heinrich Harrer fut également un golfeur chevronné, remportant le championnat national d'Autriche en 1958 et 1970. Il fut président de l'Association autrichienne de golf de 1959 à 1964, puis président honoraire.

### Derniers moments
Heinrich Harrer meurt le 7 janvier 2006, à l'âge de 93 ans, à l'hôpital de Friesach, en Carinthie. Sa famille annonce sa mort à l'Associated Press déclarant seulement que « dans une grande paix, il a effectué son expédition finale ». Selon Élisabeth Martens, il devait poser en mai de cette même année la première pierre d'un Centre européen du Tibet, en fait l'International Institute of Higher Tibetan Studies à Hüttenberg, voué à la médecine et à la culture tibétaines, et dont la pierre de fondation a été posée le 17 octobre 2006 par le dalaï-lama en présence du gouverneur de Carinthie Jörg Haider.
Également disparue, mais victime du réchauffement climatique, l'« araignée blanche », cette paroi de glace où périrent nombre d'alpinistes et dont Harrer avait fait le titre d'un de ses ouvrages.

### Le musée Heinrich Harrer à Hüttenberg

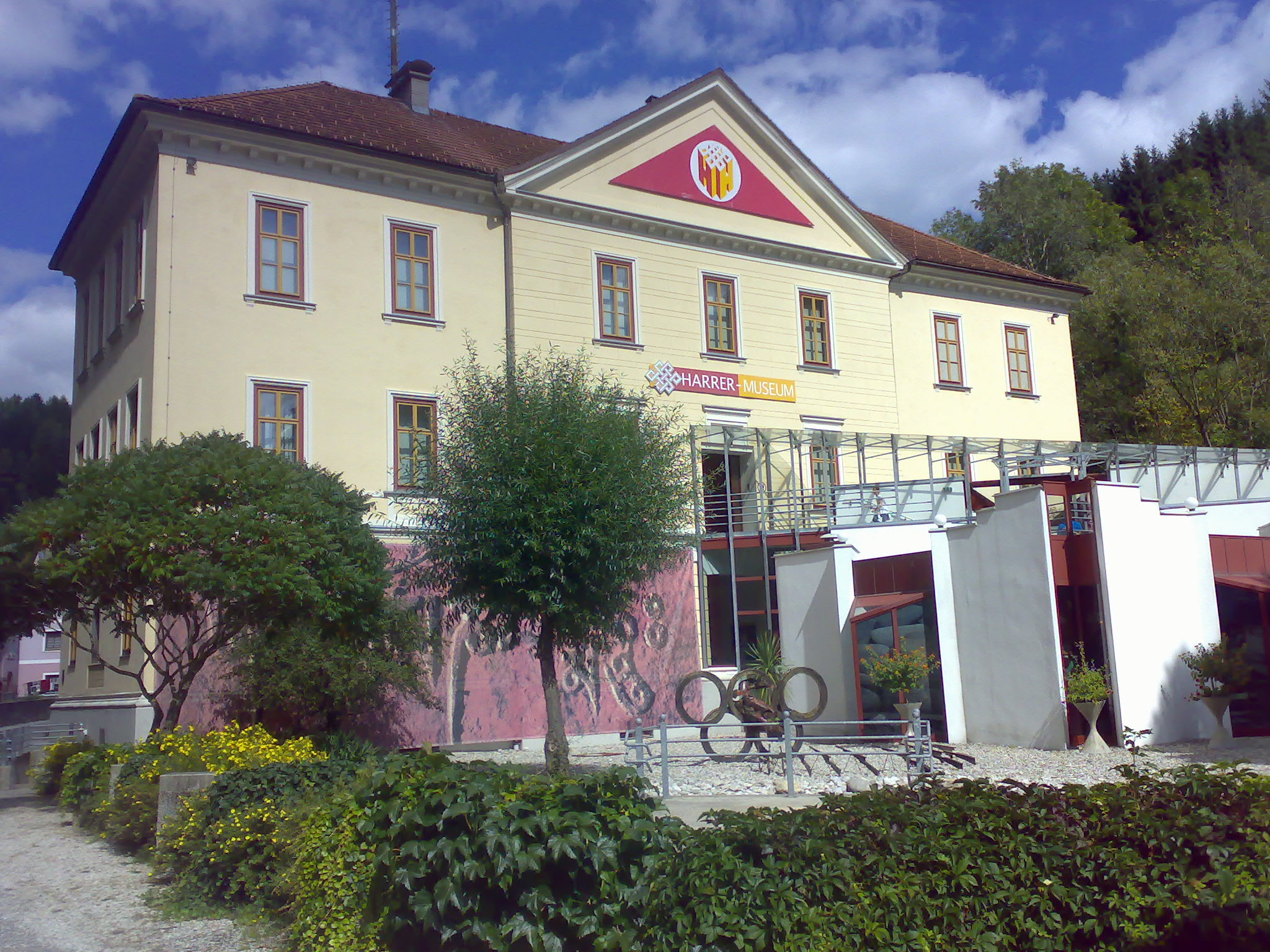
Le musée Heinrich-Harrer.

Inauguré en 1992 en présence du dalaï-lama,, le musée Heinrich-Harrer à Hüttenberg a pour thème les voyages et explorations de son initiateur. Il abrite (à la date de 2008) près de 4 000 objets exposés sur une surface de 1 000 m2.

## Publications

### Ouvrages de Harrer
- (de) Sieben Jahre in Tibet. Mein Leben am Hofe des Dalai Lama, Ullstein-Taschenbuch-Verlag, 1952 (ISBN 3548357539) - (en) Seven years in Tibet, translated from the German by Richard Graves; with an introduction by Peter Fleming; foreword by the Dalai Lama, E. P. Dutton, 1954  (ISBN 0874778883) - (fr) Sept ans d'aventures au Tibet, traduction de Henry Daussy, Paris, Arthaud, 1954, 292 p.  (ISBN 2-7003-0427-6)
- (de) (avec Heinz Woltereck) Meine Tibet-Bilder, Heering-Verlag, Seebruck am Chiemsee, 1953
- (de) Die Weisse Spinne: die Geschichte der Eiger-Nordwand, Ullstein A. G., 1958 - (en) The White Spider. The Story of the North Face of the Eiger, Londres, Hart-Davis, 1959  (ISBN 0246120622) - (en) La face nord de l'Eiger, traduit par	Frank Straschitz, Denoël, 1964, 312 p.
- (de) Ich komme aus der Steinzeit, Schweizer Verlagshaus, 1963 - (en) I Come from the Stone Age, translated from the German by Edward Fitzgerald, New York, N.Y., Dutton, 1964, 256 p. (histoire de son ascension, en 1962, d'un des sept sommets, la Pyramide de Carstensz, dans ce qui était alors la Nouvelle-Guinée hollandaise)
- (de) Huka-Huka. Bei den Xingu-Indianern im Amazonasgebiet, Francfort-sur-le-Main, Ullstein, 1968  (ISBN 3548320139)
- (de) (avec Heinrich Pleticha) Entdeckungsgeschichte aus erster Hand; Berichte und Dokumente von Augenzeugen und Zeitgenossen aus drei Jahrtausenden, Würzburg, Arena, 1968
- (de) Die Götter sollen siegen : Wiedersehen mit Nepal, Francfort-sur-le-Main, Ullstein, 1968, 182 p.
- (de) (avec Martin Brauen) Heinrich Harrers Impressionen aus Tibet: gerettete Schätze, Innsbruck, Pinguin-Verlag, 1974, 244 p.
- (de) Unter Papuas: Mensch und Kultur seit ihrer Steinzeit, Penguin, 1976 - (en) Among the Papuans: Man and Culture Since Their Stone Age, 1976
- (de) Die Letzten Funfhundert: Expedition Zu d. Zwergvolkern Auf d. Andamanen, Ullstein, 1977  (ISBN 3550065744)
- (de) Ladakh : Götter und Menschen hinterm Himalaya, Innsbruck, Pinguin-Verlag ; Francfort-sur-le-Main, Umschau-Verlag, 1978, 172 p.  (ISBN 3524760023) - (en) Ladakh: Gods and Mortals Behind the Himalayas, Ungar Pub Co, 1981  (ISBN 0804454639)
- (de) Geheimnis Afrika, Pinguin-Verlag, 1979, 152 p.  (ISBN 3524760279 et 978-3524760278)
- (de) Die letzten Paradiese der Menschheit: abenteuerliche Reise zu vergessenen Völkern, Praesentverlag Peter, 1979  (ISBN 3876440661 et 9783876440668), 253 p.
- (de) Der Himalaja blüht: Blumen und Menschen in den Ländern des Himalaya, Umschau-Verlag, 1980  (ISBN 3524760317)
- (de) Salzburger Lokalbahnen, Verlag Slezak, 1980  (ISBN 3900134146)
- (de) (avec Axel Thorer, K. R. Waldorf) Unterwegs: Handbuch fur Reisende, Brockhaus, 1980  (ISBN 3765303186)
- (de) Rinpotsche von Ladakh, Umschau Verlag, 1981  (ISBN 3701621020)
- (de) Wiedersehen mit Tibet, Ullstein Sachbuch, 1983 (ISBN 3548356664) - (en) Return to Tibet: Tibet After the Chinese Occupation, translated from the German by Ewald Osers, Londres, Weidenfeld and Nicolson, c. 1984  (ISBN 0297783173) - (fr) Retour au Tibet, Arthaud, 1985  (ISBN 2700305086)
- (de) Meine Forschungsreisen, Pinguin-Verlag, Innsbruck, 1986  (ISBN 3-7016-2242-6)
- (de) Das Buch vom Eiger, 1988
- (de) Borneo: Mensch und Kultur seit ihrer Steinzeit, Pinguin-Verlag, Innsbruck, 1988  (ISBN 3701622949 et 9783701622948)
- (de) Das alte Lhasa. Bilder aus Tibet, Ullstein Buchverlage & Co. KG/Ullstein Tas, 1997  (ISBN 3550084358) - (en) Lost Lhasa: Heinrich Harrer's Tibet, New York, Harry N. Abrams; Hood River, 1992  (ISBN 0810935600) - (fr) Lhassa : le Tibet disparu, message du 14e dalaï-lama, introduction de Galen Rowell, texte et photographie de Heinrich Harrer, Éditions de La Martinière, 1997  (ISBN 2-7324-2350-5)
- (de) Denk ich an Bhutan, Munich, Herbig Verlag, 2005  (ISBN 3776624396)
- (de) (avec Hedda Pänke) Erinnerungen an Tibet, Ullstein, 1998  (ISBN 3550068131)
- (de) Überleben am Gipfel, Ullstein Tb, 2001  (ISBN 3548362702)
- (en) Tutor to the Dalai Lama, in Tibet: True Stories, Edited by James O'Reilly and Larry Habegger, Travelers' Tales, 2002, 320 p. (p. 16-31)  (ISBN 1885211767) (ISBN 9781885211767)
- (de) Mein Leben, Ullstein, 2002, 571 p.  (ISBN 3550075243) (son dernier livre) - (en) Beyond Seven Years in Tibet: My Life Before, During, and After[203], translated from the German by Tim Carruthers, Labyrinth Press, 2007, son autobiographie complète, publiée en anglais  (ISBN 1921196009)

### Traduction
- (fr) Thubten Jigme Norbu, Tibet, patrie perdue, raconté en tibétain à Heinrich Harrer, traduit de l'allemand par Louise Servicen, éd. Albin Michel, 1963 ; (en) Tibet Is My Country is his autobiography dictated to Heinrich Harrer in 1959, translated from the German by Edward Fitzgerald, E.P. Dutton, 1961, and updated with a new essay in 1987 et 2006  (ISBN 0-86171-045-2 et 1-4254-8858-7)

### Articles
- (en) « My Life in Forbidden Lhassa » (consulté le 30 avril 2013) (« Ma vie dans Lhassa interdit »), National Geographic, juillet 1955
- (en) (collaboration à) Home Country Narrated Landscapes (WWF Documentation Volume), Pro Futura and Worldwide Fund for Nature, 1994

### Préfaces
- (de) préface du livre Schatten Uber Den Kordilleren de Erich Waschak et Fritz Kaspareks, Verlag Das Berglund-Buch, Salzburg/Stuttgart, 1956